# Monumentos históricos da Novogárdia e arredores
Os Monumentos Históricos da Novogárdia e Arredores na Rússia incluem uma série de monumentos medievais designados como Patrimônio Mundial da UNESCO em 1992. 

## História
Novogárdia Magna foi uma das mais importantes cidades medievais da região de Rus', entre os Séculos IX e XV. Localizada na rota comercial dos varegues com os gregos, foi o centro da República da Novogárdia, que incluía a maior parte do que hoje é a porção noroeste da Rússia. A partir do século XII foi exemplo de república medieval, com suas decisões sendo tomadas por uma vetche (a outra cidade que também tomava decisões por vetche foi Pescóvia). Novogárdia foi uma das poucas áreas não afetadas pela Invasão mongol da Rússia e a construção de edifícios eclesiásticos permaneceu até o Século XIV, quando foi incorporada ao restante de Rus.
Novogárdia foi sede do arcebispado e um importante centro cultural. Os manuscritos russos mais antigos foram produzidos em Novogárdia no século XI. Os arquitetos e pintores russos eram originários de Novogárdia e Pescóvia. Um dos pintores medievais mais importantes, Teófanes, o Grego, exerceu suas atividades em Novogárdia.

## Imagens

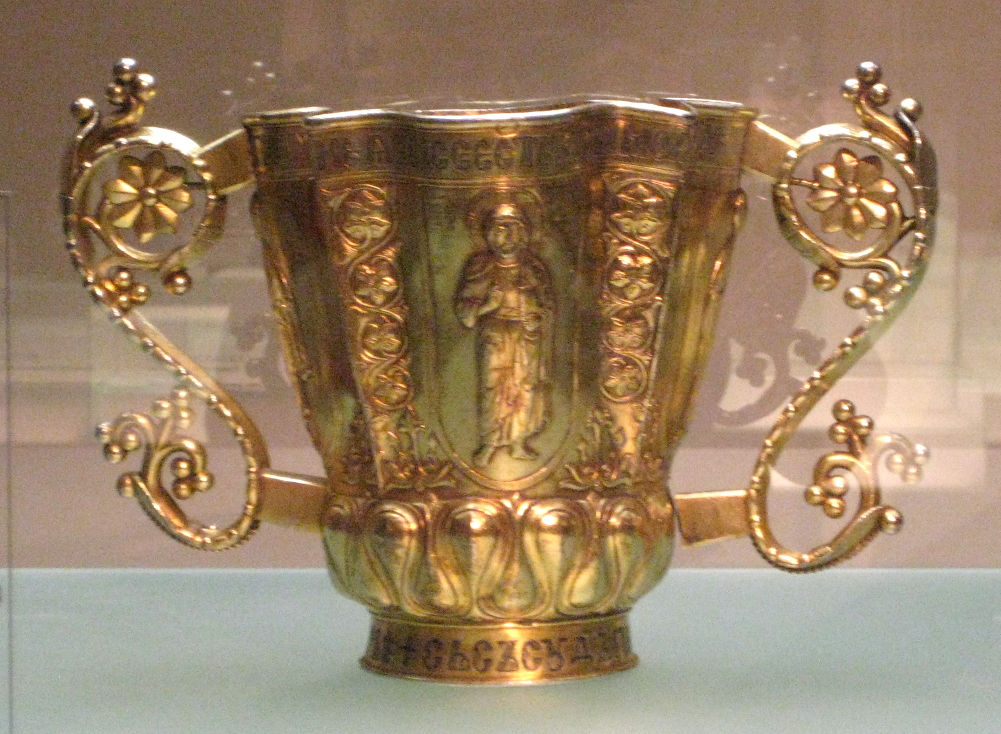
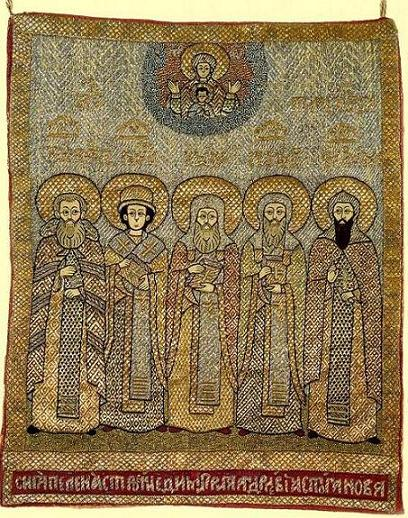
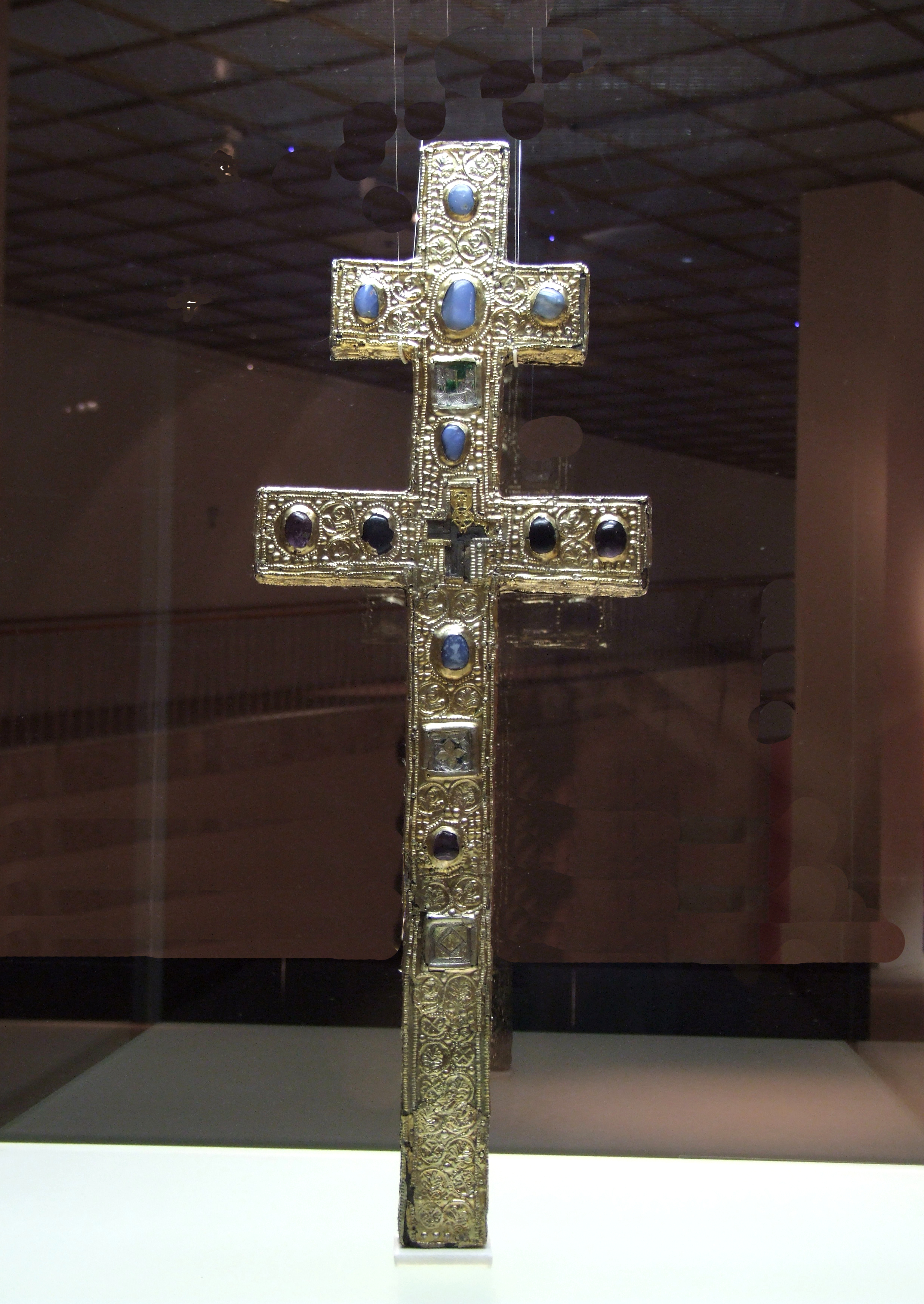
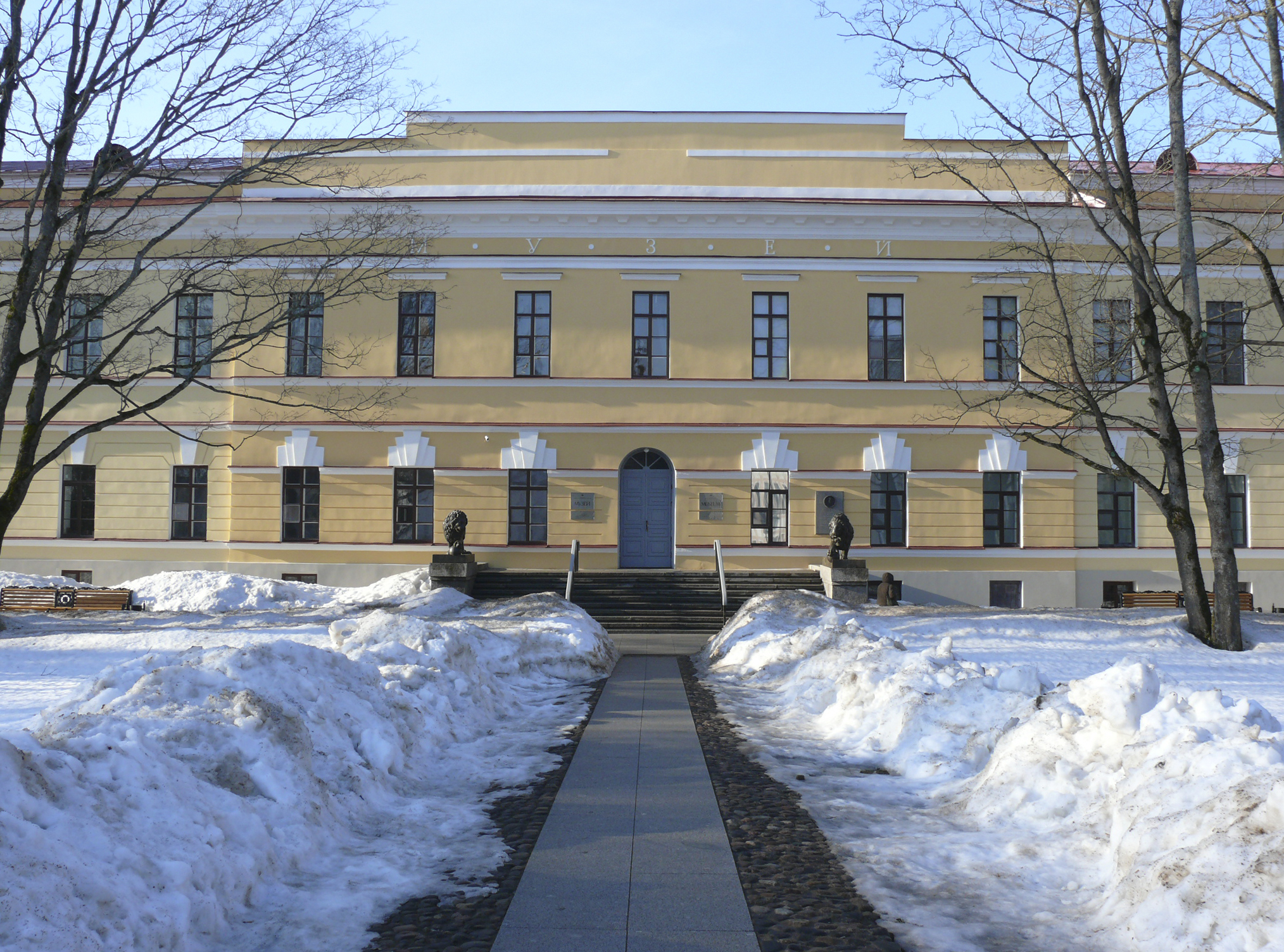
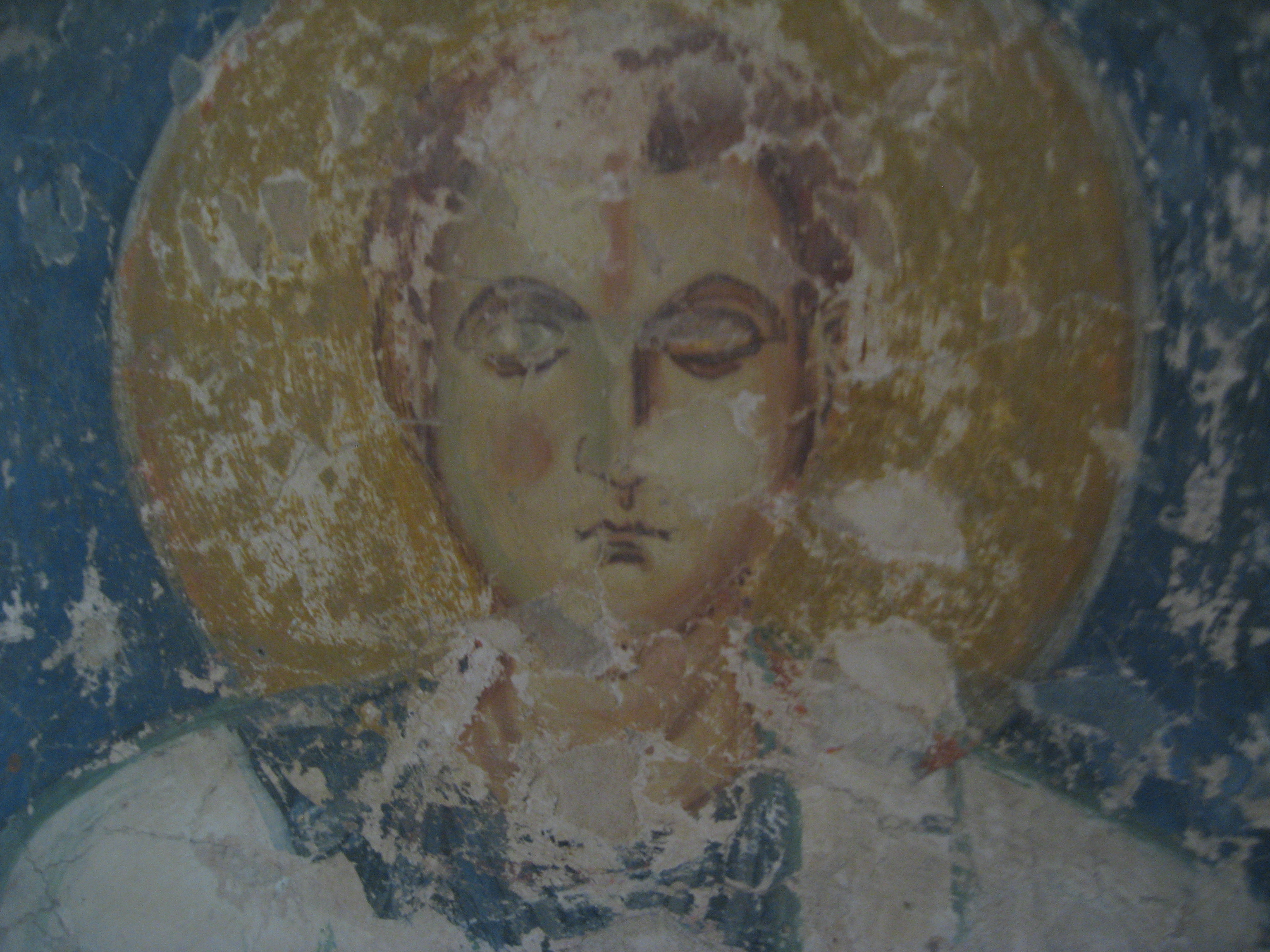